# DJ Lethal
Ле́орс Григорьевич Ди́мантс (латыш. Leors Dimants, наиболее известен под псевдонимом DJ Lethal; род. 18 декабря 1972, Рига, Латвийская Советская Социалистическая Республика, СССР) — американский диджей и музыкальный продюсер латвийского происхождения, участник группы Limp Bizkit, экс-участник хип-хоп-группы House of Pain.

## Биография

### Детство
В возрасте 7 лет (1979 год) маленький Леор переехал с родителями в Италию. Там он прожил примерно год, пока не дождался визы. Когда же родители получили её, у них появилась возможность переезда в Лос-Анджелес, Нью-Йорк или Торонто. Они выбрали Нью-Йорк. После переезда отец зарабатывал на жизнь и содержание семьи, выступая в разных русских клубах.
Какое-то время семья жила в Джерси-сити, потом, в 1987 году переехала в Лос-Анджелес.

### Знакомство с современной музыкой
Знакомство состоялось в Джерси-сити во время проведения школьного конкурса талантов. На нём несколько школьников исполнили песню в стиле рэп, которая просто потрясла Леора. После переезда интерес к хип-хоп-культуре возрос ещё больше. Сначала он пробовал заняться битбоксингом — создавал биты при помощи рта. Но впоследствии перешёл на диджеинг, используя оборудование друга.

### Карьера диджея
В конце 80-х Леор подружился с девушкой, которая в то время встречалась с рэпером Эверластом. Эверласт хотел поехать в европейское турне с Ice T и Rhyme Syndicate. Перед этим он упомянул, что хотел бы послушать Леора, и они встретились. Эверласт был впечатлён его навыками и пригласил занять место диджея своей команды в предстоящем туре. Леор (ему было 16) согласился и бросил школу.
В 1990 году Эверласт записывает альбом «Forever Everlasting» и зовёт принять участие в записи Леора, тогда уже более известного как Литала. Продюсировал альбом Ice-T. В итоге получился трек «I got the knack», а позже вышли видеоклипы: «I got the knack» и «The Rhythm», в которых мелькает Леор.

### House of Pain
Увы, альбом провалился. Эверласт, решив, что дело так не пойдёт, решает создать свою группу, которую называет House of Pain, в которую входят сам Эверласт, Danny Boy и Литал. Эмблему группы — Ирландский трёхлистный клевер выбрали потому, что Danny Boy и Эверласт были потомками ирландских иммигрантов, переехавших в США.

### Популярность
Популярность группы возросла из-за сингла «Jump Around», тираж которого составлял около 1 млн пластинок. В 1992 году группа записывает свой 1-й альбом под названием House of Pain в стиле Public enemy.
В 1993 году выходит криминальная комедия «Who's The Man?», в которой было снято большое количество хип-хоп исполнителей. Фильм начинался с одноимённой песни «Who’s The Man» авторства House of Pain, а на 53-54 минуте есть момент, когда Эверласт, Denny Boy и Литал сидят за столом и играют в покер.
Выходят синглы «Boom Sha Lock Lock Boom» и «Who's The Man», основанные на ирландской поэтичности и американском хулиганстве, но высот «Jump Around» достичь не удаётся.
В 1994 году выходит 2-й альбом House of Pain — «Same As It Ever Was». После его выхода пресса начинает сравнивать их с Beastie Boys, но группа не особо стремится в чарты.

### РазвалHouse of Pain, карьера Леора вLimp Bizkit
В 1996 году выходит 3-й альбом группы «Truth Crushed To Earth Shall Rise Again». Danny Boy начинает принимать наркотики, а Эверласт хочет возобновить соло-карьеру. Группа постепенно разваливается.

### Limp Bizkit
Во время прощального тура на разогреве у House of Pain была тогда ещё начинающая группа Limp Bizkit. Как только Эверласт объявил о роспуске группы House of Pain, Леор примкнул к ним. По его словам, в Limp Bizkit он чувствует себя как полноценный участник, чего не скажешь про House of Pain, где можно поставить пластинку и пойти покурить.

### Уход изLimp Bizkit, создание группыLa Coka Nostra
В 2005 году после выхода альбома «The Unquestionable Truth Part 1» в группе назрела нездоровая обстановка, из-за чего группу покидает Уэс Борланд. Фред уходит в кинематограф. Поэтому Леор согласился на предложение Дэнни Боя, который предложил ему примкнуть к его новой группе. Впоследствии её назвали La Coka Nostra
Сейчас является битмейкером хип-хоп-группы La Coka Nostra, в которой, наряду с бывшими участниками House of Pain, также состоят Ill Bill и Slain; некогда значившийся в составе член группы Big Left из-за проблем в семье покинул её. Релиз дебютного альбома группы был намечен на лето 2009 года.
В феврале 2009 года DJ Lethal приезжал в Москву, где у него было запланировано выступление в Лужниках. Позднее в одном из интервью он поделился новостями и рассказал, что работа над новым студийным альбомом Limp Bizkit началась. Также Lethal добавил, что работает с Everlast’ом в их собственной студии, и что возрождение House of Pain началось.
Отцом Литала является российский исполнитель шансона и романсов Григорий (Гриша) Димант. На официальной странице Myspace в графе «Влияние» Литал дословно указывает следующее: «GRISHA DIMANT (MY FATHER)THE BEST DAD AND GUITAR PLAYER EVER!!!!!» (пер. Гриша Димант (мой отец) лучший папа и лучший гитарист в мире!!!!!")
В 2012 году выяснилось, что DJ Lethal больше не является участником группы Limp Bizkit, в одном из интервью он заявил, что «Существуют рок-группы, в которых есть диджеи, которые вроде [имитирует звук скрэтчинга пластинки]: „Эй, как дела? Давайте я покручу диски и покажу, что я умею крутить 2 пластинки!“ Я определенно точно не хотел быть очередным диджеем в рок-группе. Я хотел оказывать большее влияние на звучание группы, словно вторым гитаристом.»
Похоже, что в стане американцев Limp Bizkit все налаживается — после нескольких месяцев отсутствия Леорс Димантс, он же DJ Lethal, вернулся в группу, с которой провёл полтора десятка лет.
Недавно DJ Lethal и его бывшие коллеги устроили настоящую войну в Твиттере, которую начал ушедший из группы весной музыкант. В основном все его претензии касались Фреда Дёрста, а также того, что его, Димантса, якобы недооценивали.
Недавно Димантс снова появился в Твиттере, но уже с другой целью, извиниться перед музыкантами Limp Bizkit. Он заявил:
«Я хочу прояснить ситуацию с Limp Bizkit. У меня были личные разногласия. Много, что я говорил о группе и Фреде — это были слова боли и злости. Ничего и этого я не чувствую на самом деле. Так что, думаю, я должен сказать правду Фреду, Уэсу, Сэму и Джону. У меня были проблемы. У нас были разногласия, я говорил ерунду, когда напивался, и провоцировал конфликты. Сегодня настал момент, когда я набрался смелости и готов извиниться.
У нас были распри, очень нешуточные. Я думаю, что мои коллеги-музыканты недоглядели за мной, поскольку меня требовалось привести в чувство… Я сейчас в добром здравии и хочу поблагодарить всех тех, кто поддерживал меня в сложные времена. Всех поклонников и группу. Я действительно ненадолго съехал с катушек. Простите. Фред и группа отличные парни. Мы все люди. Люблю всех!
Как же хорошо выговориться. Надеюсь, мы сможем уладить разногласия, потому что я скучаю по этим людям. Члены группы — настоящие джентльмены. Они дали мне второй шанс после всего того, что я выливал на них — это говорит в их пользу. Limp Bizkit Forever. Настало время выйти из этого круга и сдвинуть дело с мертвой точки. Я гадал, каково это, вернуться обратно. Скажу вам — ОФИГИТЕЛЬНО!!!».
После короткого возвращения DJ Lethal вновь покидает Limp Bizkit из-за разногласий с остальными участниками группы.
В марте 2018 года, DJ Lethal заявил о своём возвращении в Limp Bizkit.

## Дискография
| Год           | Альбом                                           |
| ------------- | ------------------------------------------------ |
| С Limp Bizkit |                                                  |
| 1997          | Three Dollar Bill, Yall$                         |
| 1999          | Significant Other                                |
| 2000          | Chocolate Starfish and the Hotdog Flavored Water |
| 2001          | New Old Songs (альбом ремиксов)                  |
| 2003          | Results May Vary                                 |
| 2005          | The Unquestionable Truth (Part 1)                |
| 2005          | Greatest Hitz (сборник)                          |
| 2008          | Rock im Park 2001 (концертный альбом)            |
| 2011          | Gold Cobra                                       |
| 2021          | Still Sucks                                      |

### Прочие
- Everlast — Forever Everlasting (1989)
- Funkdoobiest — Which Doobie U B? (1993)
- Sugar Ray — Lemonade and Brownies (1995)
- Funkdoobiest — Brothas Doobie (1995)
- Sepultura — Roots (1997)
- Tura Satana (aka Manhole) — All Is Not Well (1998)
- Soulfly — Soulfly (1998)
- Powerman 5000 — Tonight The Stars Revolt! (1999)
- Videodrone — Videodrone (1999)
- Rob Zombie — American Made Music to Strip By (1999)
- Rob Zombie — The Sinister Urge (2001)
- Run-DMC — Crown Royal (2001)
- Kurupt — Space Boogie: Smoke Oddessey (2001)
- Shihad — Pacifier (2002)
- Slaine — The White Man Is The Devil Vol 1 (2005)
- Evanescence — The Open Door (2006)
- Dead Celebrity Status — Blood Music (2006)
- DMC — Checks Thugs and Rock N Roll (2006)
- Main Flow — The Flowfessionals (2006)
- Jamie Kennedy & Stu Stone — Blowin' Up (Theme music) (2006)
- Ill Bill — ILL BILL Is The Future Vol. 2 (2006)
- Ill Bill — The Hour Of Reprisal (2007)